# Ösgön

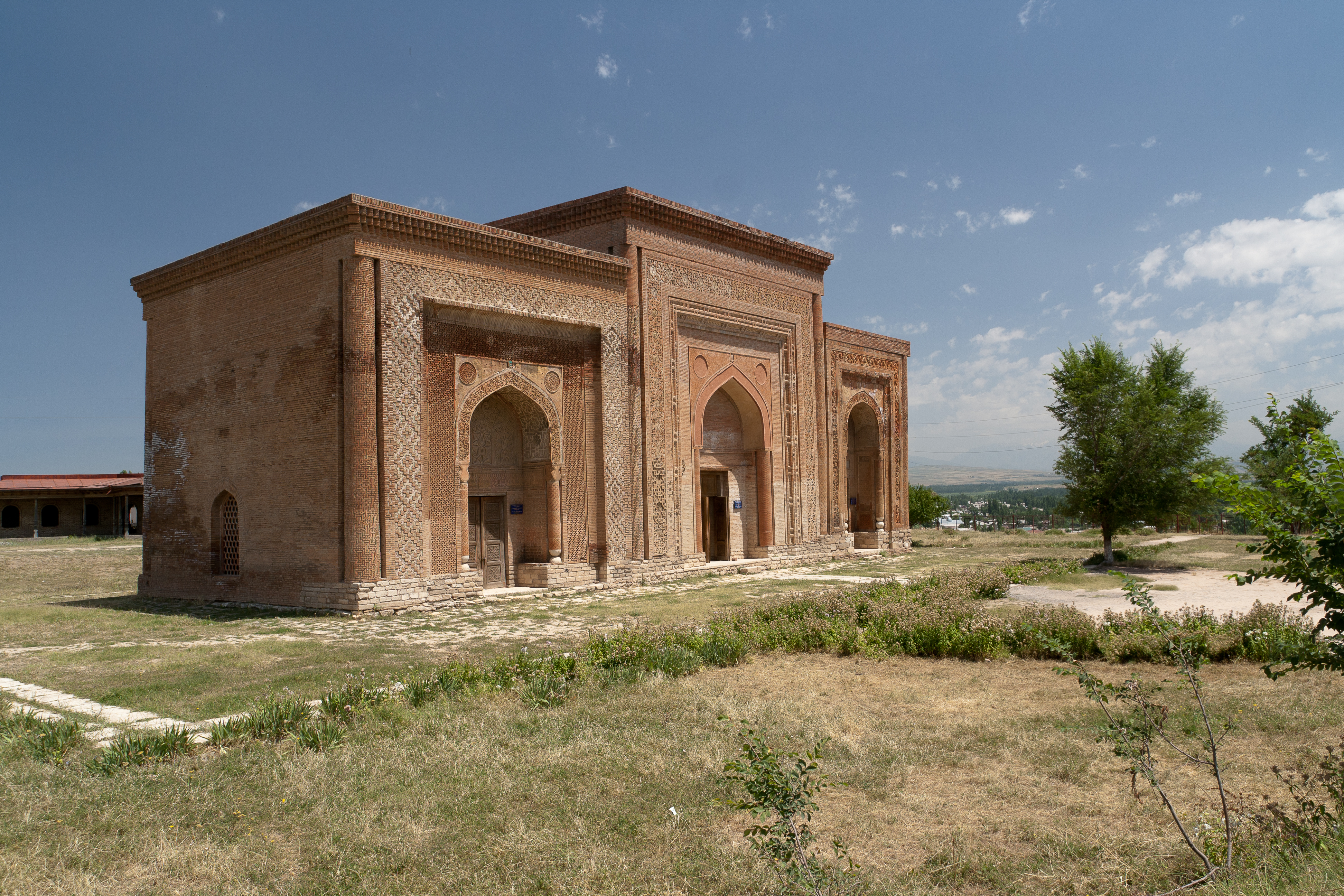
Die drei Karachaniden-Mausoleen aus dem 11.–12. Jahrhundert

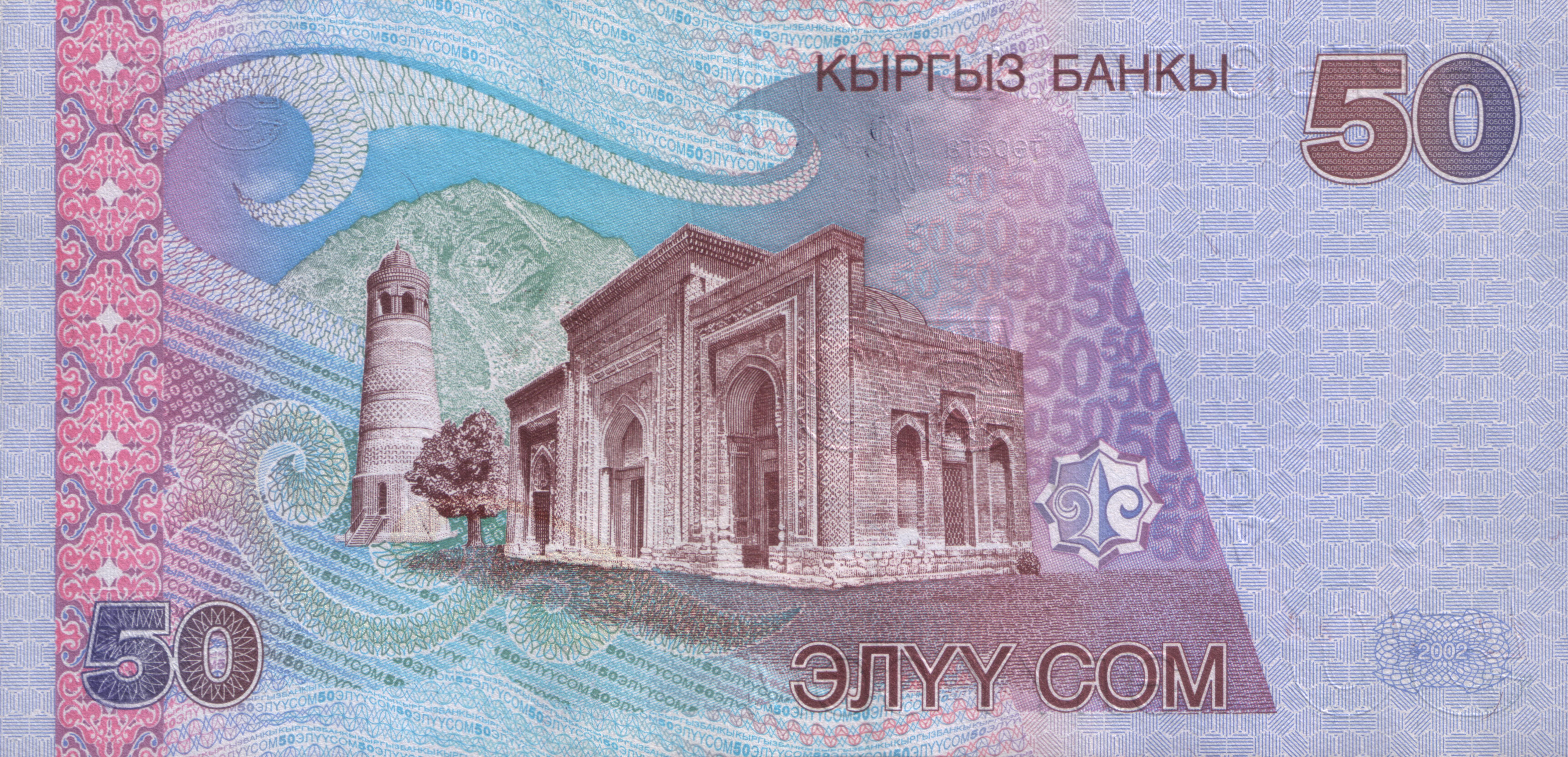
Minarett und Mausoleen von Ösgön auf der 50-Som-Banknote Kirgisistans von 2002

Ösgön (auch Usgen; kirgisisch Өзгөн; usbekisch Oʻzgan/Ўзган; russisch Узген Usgen) ist eine Stadt im Oblus Osch in der zentralasiatischen Republik Kirgisistan. Die Stadt hat 61.773 Einwohner, die Mehrheit (etwa 90 %) von ihnen ethnische Usbeken, und ist Verwaltungssitz des gleichnamigen Rajons Ösgön.

## Lage
Ösgön liegt in einem östlichen Ausläufer des Ferghanatals an dessen östlichem Ende, 68 km nordöstlich von Osch und 30 km südöstlich von Dschalal-Abad, am Nordufer (rechten Ufer) des von Südosten herankommenden Kara-Darja, einem der beiden Quellflüsse des Syrdarja. Der Fluss, dessen Bett hier während der Schneeschmelze von rund 20 m auf nahezu 200 m Breite anschwillt, wird bei Ösgön von der Nationalstraße A370 überquert. Unmittelbar westlich der Brücke beginnt der Andijon-Stausee, dessen Staumauer sich etwa 20 km weiter westlich, an der Durchbruchstelle des Flusses ins eigentliche Ferghanatal, teils auf usbekischem, teils auf kirgisischem Staatsgebiet befindet.

## Geschichte
Ösgön hat eine bedeutende Geschichte als eine der ältesten Städte in Kirgisistan. Der Ort hat seit 1927 Stadtrecht, aber seine Ursprünge liegen im 2. und 1. Jahrhundert v. Chr., als hier, wo sich das Tal des Karadarja verengt, ein Handelsplatz und eine Zollstelle an einem durch das Ferghanatal nach Kaschgar führenden Zweig der Seidenstraße eingerichtet wurde. Der Ort wird in chinesischen Berichten aus dem 2. Jahrhundert v. Chr. erwähnt. Zuvor soll sich bereits ein Truppenlager Alexanders des Großen hier befunden haben. Bei Ausgrabungen wurden Spuren von Befestigungen aus dieser vorchristlichen Zeit gefunden.
Nachdem die Karachaniden in den Jahren 990–992 große Teile Transoxaniens, einschließlich des Ferghanatals, von den Samaniden erobert hatten, wurde das heutige Ösgön Hauptstadt eines ihrer Teilreiche und nach Balasagun und neben Kaschgar und Samarkand eines der vier Zentren ihres Reiches. Von Ösgön aus eroberte der seit 996 dort regierende Arslan-Ilek Nasr-ben-Ali († 1013), im Oktober 999 endgültig Buchara, die Hauptstadt der Samaniden, Samarkand und das übrige Transoxanien, und bis 1213 war Ösgön dann Hauptstadt des im Ferghanatal herrschenden Zweigs der Karachaniden, ab 1089 allerdings unter der Oberhoheit der Seldschuken.
In der Folge gehörte der Ort mit dem gesamten Ferghanatal ab 1219/20 zum Großreich Dschingis Khans bzw. ab 1229 zum Tschagatai-Khanat der Mongolen, und danach ab 1370 zum Reich Timurs und der Timuriden. Ab etwa 1512 gehörte das Ferghanatal mit Ösgön zum Khanat von Buchara und von 1710 bis 1876 zum Khanat Kokand. Mit der Annexion des Khanats Kokand im Jahre 1876 kam Ösgön an das Russische Reich und wurde nunmehr Üzkent genannt.
Bei der unter Stalin erfolgten internen Grenzziehung der zentralasiatischen Gebiete der Sowjetunion 1924/25 wurden die mehrheitlich usbekischen Siedlungsgebiete am östlichen Ende des Ferghanatals und an den umliegenden Gebirgshängen – und somit auch Ösgön – nicht der Usbekischen SSR zugeteilt, sondern wurden Teil des Kara-Kirgisischen Autonomen Gebiets innerhalb der Russischen Sozialistischen Föderativen Sowjetrepublik. Aus diesem wurde 1926 die Kirgisische Autonome Sozialistische Sowjetrepublik, im Dezember 1936 die Kirgisische Sozialistische Sowjetrepublik und am 31. August 1991 die souveräne Kirgisische Republik.
Im Zuge der Auflösung der Sowjetunion brachen am 4. Juni 1990 zunächst in Ösgön, dann auch in Osch und in umliegenden Dörfern schwere Unruhen zwischen Kirgisen und Usbeken aus, die innerhalb weniger Tage zahlreiche Tote forderten und durch Plünderung und Brandstiftung erhebliche Sachschäden verursachten. Erst nach dem Eingreifen sowjetischer Armee- und Polizeieinheiten ab 6. Juni konnten die Unruhen unter Kontrolle gebracht werden.

## Wirtschaft und Infrastruktur
In der Stadt befinden sich ein College, 8 Schulen, Bibliotheken, ein Museum, mehrere mittelalterliche Moscheen und eine Medrese.

## Bevölkerung
| Jahr | Einwohner |
| ---- | --------- |
| 1970 | 23.113    |
| 1979 | 29.214    |
| 1989 | 34.167    |
| 1999 | 41.497    |
| 2009 | 49.410    |
| 2022 | 61.773    |

## Sehenswürdigkeiten

### Das Minarett

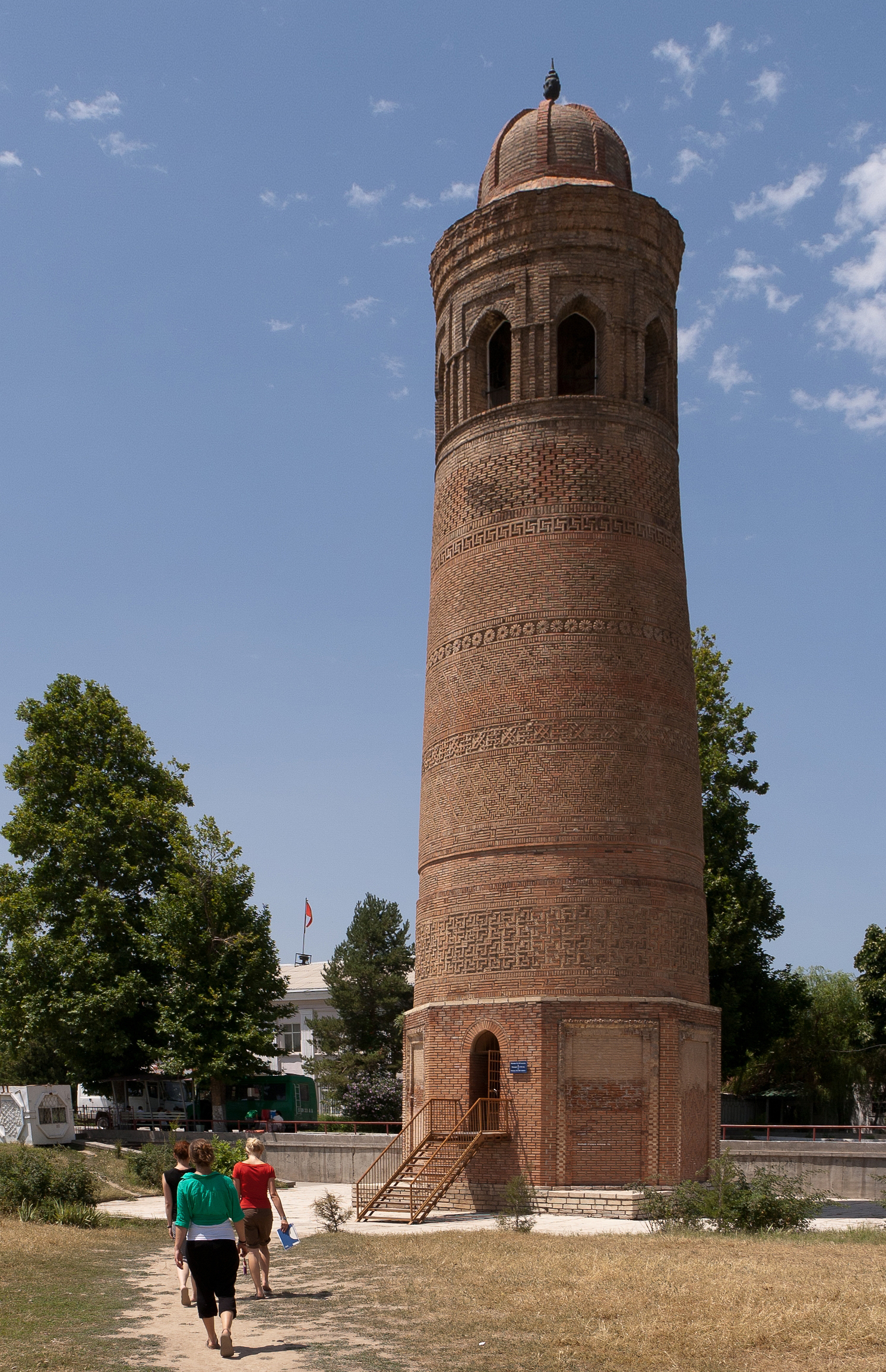
Das Minarett von Ösgön

Aus der karachanidischen Blütezeit des 11. und 12. Jahrhunderts stammen mehrere gut erhaltene Bauten auf dem Ösgön Archäologie-Architektur-Museum-Komplex, einer parkähnlichen Freifläche nahe der Stadtmitte und neben dem Verwaltungsgebäude des Bezirks Ösgön. An der Nordseite des Komplexes steht ein heute nur noch 27,5 m hohes Minarett, wohl Vorbild für die von den Karachaniden in Buchara und Vobkent erbauten Minarette. Der obere Teil des ursprünglich wesentlich höheren und an seiner Basis 8,5 m breiten, sich nach oben verjüngenden Turms wurde bei einem Erdbeben im 16. Jahrhundert zerstört. Heute ist er über einer Aussichtsplattform von einer Kuppel bekrönt.

### Die Mausoleen
Etwa 150 m weiter südöstlich befinden sich die Mausoleen von Ösgön, drei aneinander gebaute Mausoleen aus gebrannten Ziegeln mit eindrucksvoller Mauer- und Wandornamentik an der nach Westen ausgerichteten Portalseite, die auf den ersten Blick wie ein einziges Gebäude aussehen. Sie gehören zu den wenigen früh-islamischen Bauwerken, die Dschingis Khans Eroberung Transoxaniens 1219/1220 überlebten. Das älteste und größte der drei ist das mittlere, das des Eroberers von Buchara und Samarkand, Arslan-Ilek Nasr-ben-Ali († 1013). Der 12 m hohe Bau hat einen quadratischen Grundriss von etwa 11,5 m Seitenlänge. Ornamentale Terrakotta und geschnitzter Alabaster mit geometrischen und Rankenmustern zieren die Vorderfront. Das 1152 nördlich angebaute, rechteckige Mausoleum des Jalal al-Din al-Hussein zeichnet sich durch seine die gesamte Fassade schmückende Flächenornamentik aus. Für wen das 1186 erbaute südliche Mausoleum errichtet wurde, ist nicht mehr bekannt; es ist das kleinste, aber auch das am schmuckvollsten mit Ornamenten, Arabesken und Schriftfriesen verzierte der drei.

## Söhne und Töchter der Stadt
- Salischan Schakirowitsch Scharipow (* 1964), russischer Kosmonaut